# سلوبلم (شميل)
سلوبلم (بالفارسية: سلوبلم) هي قرية تقع في إيران في قسم شمیل الريفي. يقدر عدد سكانها بـ 116 نسمة بحسب إحصاء 2016.